# Бураєвський район
Бура́євський район (рос. Бураевский район, башк. Борай районы) — адміністративна одиниця Республіки Башкортостан Російської Федерації.
Адміністративний центр — село Бураєво.

## Населення
Населення району становить 21380 осіб (2019, 25154 у 2010, 28320 у 2002).
Динаміка національного складу населення району:
| Рік  | башкири | татари | удмурти |
| ---- | ------- | ------ | ------- |
| 1970 | 62,1 %  | 26,1 % |         |
| 1979 | 73 %    | 16 %   |         |
| 1989 | 39.5 %  | 59,8 % |         |
| 2002 | 81,4 %  | 9,5 %  | 5,2 %   |

## Адміністративний поділ
До складу району входять 13 сільських поселень:
| Поселення                    | Площа, км² | Населення, осіб (2002) | Населення, осіб (2010) | Населення, осіб (2019) | Центр           | Населені пункти |
| ---------------------------- | ---------- | ---------------------- | ---------------------- | ---------------------- | --------------- | --------------- |
| Азяковська сільська рада     | 14,31      | 1559                   | 1311                   | 1015                   | Азяково         | 9               |
| Бадраковська сільська рада   | 163,18     | 2407                   | 2076                   | 1539                   | Большебадраково | 10              |
| Бураєвська сільська рада     | 193,26     | 9611                   | 10089                  | 10303                  | Бураєво         | 5               |
| Ванишівська сільська рада    | 146,60     | 1702                   | 1353                   | 1041                   | Ваниш-Алпаутово | 11              |
| Вострецовська сільська рада  | 129,04     | 1644                   | 1228                   | 920                    | Вострецово      | 7               |
| Каїнликовська сільська рада  | 106,35     | 1620                   | 1355                   | 1064                   | Каїнликово      | 6               |
| Кашкалевська сільська рада   | 111,01     | 1545                   | 1184                   | 850                    | Кашкалево       | 8               |
| Кузбаєвська сільська рада    | 159,68     | 1061                   | 869                    | 640                    | Кузбаєво        | 4               |
| Кушманаковська сільська рада | 133,13     | 1551                   | 1303                   | 1023                   | Кушманаково     | 6               |
| Тазларовська сільська рада   | 131,88     | 1999                   | 1740                   | 1315                   | Новотазларово   | 7               |
| Тангатаровська сільська рада | 175,82     | 1299                   | 927                    | 444                    | Тангатарово     | 9               |
| Тепляківська сільська рада   | 104,48     | 1078                   | 727                    | 455                    | Тепляки         | 9               |
| Челкаковська сільська рада   | 94,73      | 1244                   | 992                    | 771                    | Челкаково       | 4               |

## Найбільші населені пункти
| №  | Населений пункт | Населення, осіб (2002) | Населення, осіб (2010) |
| -- | --------------- | ---------------------- | ---------------------- |
| 1  | Бураєво         | 8 946                  | 9 522                  |
| 2  | Челкаково       | 922                    | 754                    |
| 3  | Новокізганово   | 576                    | 491                    |
| 4  | Ваниш-Алпаутово | 483                    | 446                    |
| 5  | Большебадраково | 446                    | 430                    |
| 6  | Новобікметово   | 567                    | 425                    |
| 7  | Тангатарово     | 507                    | 421                    |
| 8  | Кудашево        | 456                    | 409                    |
| 9  | Новотазларово   | 432                    | 405                    |
| 10 | Кузбаєво        | 447                    | 394                    |

## Відомі особистості
У районі народилась Хайрулліна Мусаллія Хайруллівна (1915—2008) — башкирський мовознавець.